# Фоча у Народноослободилачкој борби
Фоча је током Народноослободилачке борбе, у периоду 20. јануара до 10. маја 1942. године, била центар слободне територије, називане Фочанска република, у којој је боравио Врховни штаб Народноослободилачких партизанских одреда Југославије, Централни комитет КПЈ и друге институције Народноослободилачког покрета. Током њиховог боравка у Фочи су настали и тзв „Фочански прописи“, који су били веома значајни за организовање позадинсих органа и Народноослободилачких одбора на ослобођеној територији. У близини и околини Фоче су се током 1943. године одвијале битке на Неретви и Сутјесци. Фоча је коначно ослобођена 11. јануара 1945. године, од стране Шесте црногорске ударне бригаде.

## Окупација Фоче и злочини
У краткотрајном Априлском рату, 20. априла 1941. године, Фочу су окупирале италијанске снаге. Крајем маја у граду је успостављена усташка власт и војни гарнизон Независне Државе Хрватске, а италијанске трупе су га привремено напустиле. Главни организатор усташке власти у Фочи је био Реџеп Хајровић, адвокат из Невесиња, а његови главни сарадници - Стјепан Бралић, из Травника и Драго Коловрат из Бугојна.
Усташе су и Фочи и околним селима започеле претресе, пљачку, малтретирања и хапшења виђенијих људи. Од краја јуна репресалије су појачане, дошло је до бројних хапшења, паљења кућа, убистава, интернирања, у првом раду над српским становништвом. Почетак и развој антифашистичког устанка присилили су Италијане да у септембру 1941. године поново запоседну Фочу и друга места југоисточне Босне.
Убрзо је Калиновички партизански одред ослободио пространу територију између Сарајева, Фоче и Коњица. У његов састав ушла је и Фочанска партизанска чета, формирана 11. новембра 1941. године. Четничке јединице, које су настале упоредно с партизанским, у овом периоду су прешле у службу окупатора. Италијани су 5. децембра напустили Фочу, и препустили је четницима. Команданти четничких јединица у Фочи су били капетан бивше Југословенске војске Сергије Михаиловић и војвода Ђекић. Под њиховом командом, почело је пљачкање и убијање недужног муслиманског становништва, које није имало никакве везе са усташким злочинима. Тако су четници под Михаиловићевом командом 6. децембра позвали прогласом све муслимане и Хрвате од 16 до 60 година, па су за неколико дана поубијали око 400 мештана и око 700 муслимана, који су се у Фочи затекли као избеглице из југоисточне Босне, склањајући се од четничког терора. У периоду од 5. децембра 1941. до 20. јануара 1942. године, четници су убили око 3.000 људи са територије срезова Фоча и Чајниче, од чега 298 мештана Фоче.

## Фочанска република

### Ослобођење Фоче
Батаљон „Војвода Момчило“ Дурмиторског партизанског одреда, под командом Обрада Цицмила, заузео је Фочу, 20. јануара 1942. године, пошто су претходно четничке јединице напустиле град и отишле у Горажде, а потом у Чајниче. Два дана по ослобођењу града, у њега су стигли Моша Пијаде, Митар Бакић и Маријан Стилиновић, а 25. јануара су стигли и остали чланови Врховног штаба НОП и ДВЈ и Централног комитета Комунистичке партије Југославије, предвођени Јосипом Брозом Титом. Они су сместили у хотел „Герстел“ у центру Фоче и ту су боравили до 10. маја 1942. године.

### Фоча центар устанка
Доласком Врховног штаба и Централног комитета КПЈ у Фочу, она је тада постала центар велике слободне територије, називане и „Фочанска република“. Они су одатле руководили Народноослободилачком борбом у читавој Југославији.
Активност Врховног штаба НОП и ДВЈ је током боравка у Фочи била веома богата:
- настављено је стварање Добровољачке војске Југославије
- написан је и објављен „Статут пролетерских народноослободилачких ударних бригада“
- одлучено је да се формирају Оперативни штабови за Босанску крајину, Херцеговину и источну Босну.
- формирана је Главна интендантура Врховног штаба
- прописане су ознаке за командни кадар и установљено је звање народног хероја Југославије
- одлучено је да се формира Друга пролетерска ударна бригада
- покрајинским руководствима дате су директиве за стварање покретних ударних и омладинских батаљона
- наређено је формирање војнопозадинских команди и војних судова у бригадама и одредима

У Фочи су настали тзв „Фочански прописи“, који је фебруара 1942. године издао Врховни штаб, а написао Моша Пијаде. Они су 
садржали два значајна упутства о раду и развоју народне власти:
- „Задаци и устројство Народноослободилачких одбора“
- „Упутства за рад Народноослободилачких одбора у ослобођеним крајевима“

Део ових докумената штампан је у „Билтену Врховног штаба“ у бројевима 14, 15 и 16, у органу ЦК КПЈ „Пролетеру“, листовима „Народни борац“ и „Партизански санитет“, који су излазили у Фочи.
На седници одржаној 4. априла 1942. године, Централни комитет Комунистичке партије Југославије оценио је развој Народноослободилачке борбе, указао на пропусте и застрањивања у појединим регионима и одлучио да се то енергично сузбије и да се прошири платформа Народноослободилачке борбе. Из Фоче је Јосип Броз успоставио радио-везу са Коминтерном и радио на међународном афирмисању Народноослободилачког покрета.
У периоду од 19. марта до 26. априла 1942. године у Фочи су боравили чланови британске војне мисије „Хидра“, предвођене мајором Теренсом Атертоном. Они су 25. фебруара ступили у контакт са Мошом Пијадом на Жабљаку, и он их је упутио у ослобођену Фочу. Они су се одмах по доласку у Фочу састали са Врховним командантом НОП и ДВЈ Јосипом Брозом Титом, који их је упознао са војно-политичком ситуацијом у Југославији. Они су у Фочи остали до 26. априла, када су, заједно са генералом бивше Југословенске војске Љубом Новаковићем, отишли у непознатом правцу.

### Активности у граду
У граду је по ослобођењу организована Команда места, а за команданта је био одређен Митар Бакић. При овој команди радиле су кројачка, обућарска, пекарска и друге радионице. Поред овога, у граду и широј околини била је развијена свестрана активност:
- изабрани су градски и срески Народноослободилачки одбори
- изабрани су срески одбори народне омладине
- одржан је збор Антифашистичког фронта жена источне Босне
- оживљене су саобраћајна, занатска, поштанско-комуникациона, културно-просветна и фискултурна делатност
- формиране су четири омладинске бригаде:
  - Прва фочанска омладинска бригада (ушла је у састав Прве пролетерске бригаде и касније се истакла у бици на Сутјесци)
  - Друга фочанска омладинска бригада
  - Миљевинска омладинска бригада
  - Челебичка омладинска бригада

У Фочи је била формирана и партизанска болница, која је касније прерасла у Централну болницу НОВЈ, а њен начелник је био Гојко Николиш, учесник шпанског грађанског рата и народни херој. Поред њега у болници су радили доктори - брат и сестра Ђура и Јулка Мештеровић, брачни пар Сима и Олга Милошевић, Ђани Поповић и др. У овој болници лечили су се и промрзли учесници Игманског марша, тзв „Игманци“, као и борци из других јединица.

## Прилике у Фочи до краја рата
У току пролећне офанзиве италијанске снаге су 10. маја 1942. године продрле у Фочу. На преосталој слободној територији фочанског среза код села Врбнице, врховни командант НОП и ДВЈ, Јосип Броз Тито, 17. јуна 1942. године формирао је Четврту пролетерску црногорску бригаду, а 19. јуна донео одлуку о походу групе пролетерских бригада у западну Босну.
За време битака на Неретви и Сутјесци, око Фоче су вођене жестоке борбе. У септембру 1943. године у селу Ивовићима код Фоче формиран је Други ударни корпус, чије су јединице тада ослободиле град. Крајем 1943, у Фочу су продрле немачке снаге, а у току 1944. године, град је више пута био ослобађан и окупиран.
Фочу је 11. јануара 1945. године коначно ослободила Шеста бригада Треће ударне дивизије НОВЈ.